# 威廉·毛里茨 (拿騷-錫根)

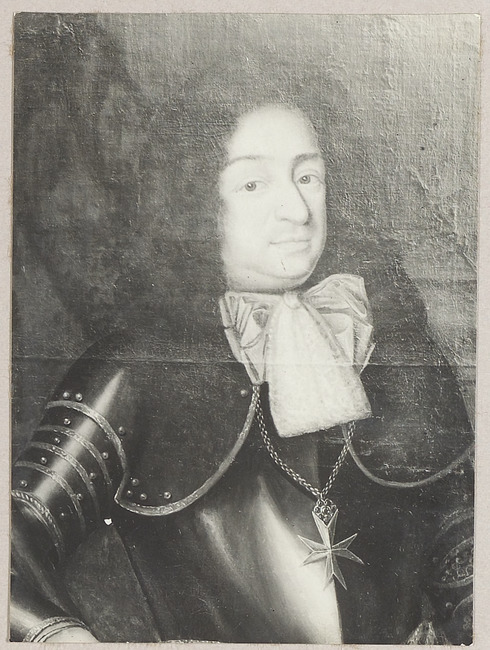

威廉·毛里茨（荷蘭語：Willem Maurits，1649年1月18日—1691年1月23日），拿騷-錫根親王（新教分支），約翰·毛里茨之弟亨德里克的兒子。

## 家庭
1678年，威廉·毛里茨與拿騷-紹姆堡親王阿道夫的女兒恩尼絲汀·夏洛特（Ernestine Charlotte）結婚，兩人共有兩個兒子：
1. 腓特烈·威廉·阿道夫（1680年—1722年）
2. 卡爾·洛德韋克·亨德里克（1682年—1694年），早逝